# 外山文治
外山 文治（そとやま ぶんじ、1980年9月25日 - ）は、日本の映画監督、演出家。福岡県出身。日本映画学校卒業。

## 人物・経歴
「伊参スタジオ映画祭シナリオ大賞2005」において脚本『星屑夜曲』が「大賞」と「スタッフ賞」をダブル受賞。翌年自ら映像化し「SKIPシティ国際Dシネマ映画祭 2007・短編部門」において「奨励賞・川口市民賞」を受賞。 「aff@あおもり映画祭」2008年度推薦作品となる。
老老介護の厳しい現実と夫婦愛を描いた短編映画『此の岸のこと』がアメリカ、スイス、カナダなど海外の映画祭で上映され「モナコ国際映画祭2011」では短編部門の最高賞にあたる「最優秀作品賞」をはじめ「最優秀芸術映画賞」「最優秀博愛映画賞」「最優秀共演者賞」「最優秀撮影監督賞」の五冠を受賞。
シニア世代の婚活を描いたプロット『燦燦-さんさん-』がユナイテッド・シネマ株式会社主催「第六回シネマプロットコンペティション2011」にて「グランプリ」を獲得。 SKIPシティ彩の国ビジュアルプラザの若手映像作家支援プログラム〈D-MAP2012〉に選出され、自身の脚本・監督による長編映画デビューを飾る。映画『燦燦-さんさん-』は「第38回モントリオール世界映画祭」フォーカス・オン・ワールドシネマ部門正式招待作品となり、県製作の映画としては異例となる全国36館公開のロングラン・ヒットを果たす。 
2014年より「TSUTAYA」CMやPV製作、コンサートの演出を開始するなど活動の幅を拡げている。
2017年、製作・監督・脚本・宣伝・配給を個人で行う「映画監督外山文治短編作品集」を発表。渋谷ユーロスペースの2週間レイトショー観客動員数歴代1位となり、話題となる。
2020年、豊原功補、小泉今日子のプロデュースによる長編第2作『ソワレ』（東京テアトル）が全国公開。第25回釜山国際映画祭 “A Window on Asian Cinema”部門の正式招待作品となる。
2023年、プロデュース・監督・脚本を務めた長編第3作となる『茶飲友達』（ENBUゼミナール）を公開。高齢者売春を描いた衝撃作は渋谷のユーロスペース1館公開から全国80館以上に拡大し、第48回報知映画賞『作品賞』『監督賞』にノミネート。フランスのパリで開催させるKINOTAYO現代日本映画祭（Festival du cinéma japonais contemporain Kinotayo ）にて「グランプリ」を獲得。第37回高崎映画祭にて「最優秀監督賞」「最優秀主演俳優賞（主演 岡本玲）」を受賞。
2025年、製作・監督・脚本を個人で行う「東京予報　映画監督外山文治短編作品集」を発表。2025年の東京の「かたすみのひかり」をコンセプトに描いた3作品『名前、呼んでほしい』『はるうらら』『forget-me-not』から構成される作品集として、5月16日劇場公開。同作品集は「第3回横浜国際映画祭」に正式招待され、ワールドプレミア上映された。

## 監督作品

### 長編映画
- 燦燦-さんさん-（2013年）
- ソワレ（2020年）
- 茶飲友達（2023年）

### 短編映画
- 星屑夜曲（2006年）
- 此の岸のこと（2010年）
- わさび[17] （2017年）
- 春なれや[18] （2017年）
- reincarnation（2023年）
- はるうらら（2025年）「東京予報―映画監督外⼭⽂治短編作品集―」（第3回横浜国際映画祭 正式招待作品）[19]
- 名前、呼んでほしい（2025年）「東京予報―映画監督外⼭⽂治短編作品集―」（第3回横浜国際映画祭 正式招待作品）[19]
- forget-me-not（2025年）「東京予報―映画監督外⼭⽂治短編作品集―」（第3回横浜国際映画祭 正式招待作品）[19]

### 脚本
- 紅幸　Benisachi（2006年） - ニューシネマワークショップ作品　監督：篠原哲雄
- さくら（2006年） - 日本クラウン株式会社/吉本興業 ショートフィルム　監督：宮崎恵

### CM
- 岩谷産業企業CM「アナタの横顔」編（2013年）
- TSUTAYA「ゴールデン・キャンペーン」CM演出　（2014年）
- TSUTAYA「夏のキャンペーン・アナと雪の女王」CM演出（2014年）
- TSUTAYA「ポケモン・キッズキャンペーン」CM演出（2014年）
- TSUTAYA「冬のキャンペーン・るろうに剣心京都大火編」CM演出（2014年）
- TSUTAYA「サマーキャンペーン・インサイドヘッド オリジナルシール」CM演出（2015年）

### プロモーションビデオ
- 岩谷産業イメージソング「アナタの横顔」プロモーションビデオ（唄・髙橋真梨子）（2013年）
- ヒナタカコPV「ゆるやかな未来」（2015年）
- ヒナタカコPV「私であること」（2015年）
- 安川電機 歩行アシスト装置「ReWalk」プロモーションビデオ「ReWalk」歩くを叶える、世界が変わる 」監督（2015年）
- 三重県PR映像　「三重Uターンサミット」　監督　主演：足立梨花　チャンカワイ　小椋久美子（2015年）
- YKK AP　CREATORS WORKS　「ピルエット」監督　主演：恩地 洵凪
- おぶせレシピ〜小布施町地域おこし協力隊特集〜 監督（2021年）

### コンサート演出
- 株式会社オブリック７０周年記念コンサート　出演　手嶌葵　（2014年）
- ヒナタカコ『AQUADREAM』リリース記念Premium live〜ゆるやかな未来へ〜」（2015年）

## 受賞歴
- 2023年
  - KINOTAYO現代日本映画祭グランプリ（『茶飲友達』）[20]
- 2024年
  - 高崎映画祭最優秀監督賞（『茶飲友達』）[21]

## 関連文献
- シネフィル - 映画好きによる映画好きのためのWebマガジン (2017年6月4日). “蜷川幸雄、岩松了--新鋭監督の映像世界を大絶賛！芳根京子主演『わさび』吉行和子・村上虹郎共演『春なれや』外山文治監督短編作品集 特報！”. 2017年6月27日閲覧。
- 「映画づくりは他者を見つめること」：8月26日公開『わさび』『春なれや』外山文治監督ロングインタビュー（2017年8月21日）　https://getnews.jp/archives/1874875 2025年5月6日閲覧。
- 何気なく耳にしている映画音楽、どう作られている？「音楽家との出会いはヒロイン選びと同じくらい大切」【インタビュー】（2020年1月16日）https://filmaga.filmarks.com/articles/1414 2025年5月6日閲覧。
- 村上虹郎×芋生悠×外山文治監督「現場で一緒に命を燃やした日々」──映画『ソワレ』インタビュー【前篇】（2020年8月20日）https://www.gqjapan.jp/culture/article/20200820-soiree-movie-interview-1 2025年5月6日閲覧。
- 村上虹郎×芋生悠×外山文治監督「これからが始まりだ」──映画『ソワレ』インタビュー【後篇】（2020年8月21日）https://www.gqjapan.jp/culture/article/20200821-soiree-movie-interview-2 2025年5月6日閲覧。
- 映画「ソワレ」小泉今日子と外山文治が語り合う、制作会社〈新世界〉の初プロデュース作（2020年8月25日）https://mikiki.tokyo.jp/articles/-/25970 2025年5月6日閲覧。
- 【単独インタビュー】『ソワレ』外山文治監督が描き出す、閉塞した世界で痛みを抱えた若者たちの肖像（2020年8月28日）https://fansvoice.jp/2020/08/28/soiree-sotoyama-interview/ 2025年5月6日閲覧。
- 映画「茶飲友達」監督・外山文治　———対処法も解決策もなくても、望みを託して探し続けることが大事（2023年3月22日）https://www.creativevillage.ne.jp/category/topcreators/visual-creators/132641/ 2025年5月6日閲覧。
- 外山文治監督の最新短編作品集「東京予報」、不倫カップルの情事後の姿などを捉えた3作品の本予告公開（2025年4月28日）https://eiga.com/news/20250428/5/ 2025年5月6日閲覧。
- 外山文治監督、新作短編映画「名前、呼んでほしい」「はるうらら」「forget-me-not」3作一挙公開（2025年2月28日）https://eiga.com/news/20250228/14/ 2025年5月6日閲覧。
- 外山文治が語る『東京予報』－短編の器だからこそ活きる題材がある https://tokyo-forecast.studio.site/interview 2025年5月6日閲覧。